# Maison de Solms
 (octobre 2017).
Si vous disposez d'ouvrages ou d'articles de référence ou si vous connaissez des sites web de qualité traitant du thème abordé ici, merci de compléter l'article en donnant les références utiles à sa vérifiabilité et en les liant à la section « Notes et références ».
La maison de Solms est une ancienne famille de la haute noblesse allemande, dont le premier membre connu est le seigneur Marquardus de Sulmese, mentionné comme témoin au monastère de Schiffenberg à Giessen, en Hesse, en 1129.
Les territoires de la maison de Solms avec immédiateté impériale mesuraient environ 40 km sur 24, et étaient situées sur les deux rives de la Lahn, près des terres de Nassau, de la Hesse et de Wetzlar. Le chef de la lignée de Braunfels est devenu Prince du Saint-Empire en 1742, celui de Hohensolms-Lich en 1792. Les principautés et comtés de la famille ont été médiatisées en 1806.

## Histoire

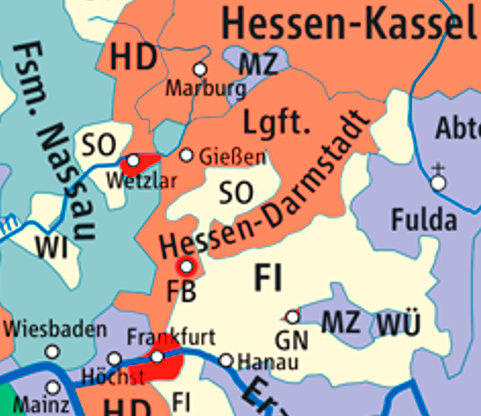
Les deux territoires de Solms (SO)

Vers l'année 1100 les seigneurs de Solms construisirent le château de Solms. En 1223 ils sont devenus des comtes du Saint-Empire romain germanique. En 1246 le château de Braunfels est mentionné pour la première fois, devenant la résidence principale après la destruction du château de Solms en 1384.
Vers 1250 la famille s'est divisée en Solms-Burgsolms (à Solms et Braunfels) et Solms-Königsberg-Hohensolms au château de Königsberg à Biebertal, et après 1320 aussi au nouveau château de Alt-Hohensolms qui fut détruit par la cité de Wetzlar en 1349, et alors remplacé par le château de Neu-Hohensolms à Hohenahr. La lignée de Königstein-Hohensolms est éteinte en 1364, laissant Hohensolms à la lignée de Burgsolms, qui s'avait auparavant divisé en Solms-Burgsolms (au château de Greifenstein) et Solms-Braunfels. Après que les comtes de Solms-Burgsolms sont éteints en 1415, les comtes de Solms-Braunfels, désormais dernière branche existante, possédaient toutes les propriétés de la famille.
En 1418 les comtes de Falkenstein-Münzenberg s'éteignirent et leur héritage fut divisé entre les comtes de Solms-Braunfels, d'Eppstein et d'Isembourg-Büdingen. Ainsi les Solms ont acquis Münzenberg, Greifenstein, Hungen, Lich et Laubach et en 1461 Rödelheim et Assenheim.
En 1537 le comte Philippe de Solms-Lich (1458-1544), conseiller des empereurs Maximilien Ier et Charles Quint, ainsi que de Frédéric III de Saxe, acquit la seigneurie de Sonnewalde. En 1596 le comte Otto de Solms-Laubach acquit la seigneurie de Baruth et en 1602 il a hérité du comté de Wildenfels. Ces trois possessions étaient situées plus à l'est et éloignées des anciens territoires: Sonnewalde et Baruth faisaient partie de l'Électorat de Saxe jusqu'à 1815, puis alors du Royaume de Prusse, tandis que Wildenfels était un comté d'immédiateté impériale jusqu'à 1706 et depuis une seigneurie comtale privilégiée dans l'Électorat de Saxe qui en 1806 devenait le Royaume de Saxe.

## Branches

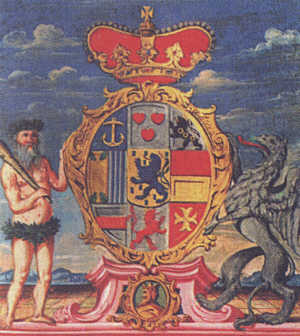
Les armoiries des princes de Solms-Braunfels

La famille s'est alors encore divisée en deux lignées :
- la lignée de Solms-Braunfels, de laquelle sont issues les branches :
  - Solms-Braunfels (éteinte en 1693)
  - Solms-Hungen (éteinte en 1678 et inhéritée par les Solms-Braunfels)
  - Solms-Greifenstein (devenu comtes de Solms-Braunfels en 1693 et princes du Saint-Empire (« Fürst ») depuis 1742; régnant jusqu'en 1806; éteinte en 1989)
- la lignée de Solms-Lich qui s'est divisée en 1548 en :
  - Solms-Lich (1548–1712)
  - Solms-Hohensolms (1548, depuis 1712 Solms-Hohensolms-Lich (de), en 1792 princes du Saint-Empire (« Fürst »)
  - Solms-Laubach (depuis 1548)
    - Solms-Sonnewalde (1561–1615)
    - Solms-Rödelheim (1607–1674)
    - Solms-Laubach (1607–1676)
    - Solms-Sonnewalde (depuis 1607)
      - Solms-Sonnewalde (depuis 1688)
      - Solms-Sonnewalde-Pouch (depuis 1688)
      - Solms-Sonnewalde-Rösa (depuis 1688)

    - Solms-Baruth (depuis 1607)
      - Solms-Rödelheim-Assenheim (depuis 1674)
      - Solms-Laubach (depuis 1676)
      - Solms-Wildenfels (en)
      - Solms-Utphe († 1762)
      - Solms-Baruth I
      - Solms-Baruth II (en 1888 devenus des princes, « Fürst », en Prusse)

Tous les territoires de la famille étaient médiatisés à partir de 1803, bien que Wildenfels l'était déjà en 1706, tandis que Baruth et Sonnewalde n'avaient jamais d'immédiateté impériale. Après avoir perdu ce statut semi-souverain, les branches de la famille ont conservé leur statut, leur égalité avec les maisons souveraines restantes et certains droits politiques spéciaux en leur qualité de « Standesherren » (« seigneurs de rang »), créés par l' Acte confédéral allemand.

## Armoiries

Solms (1232)
Solms-Königsberg-Hohensolms
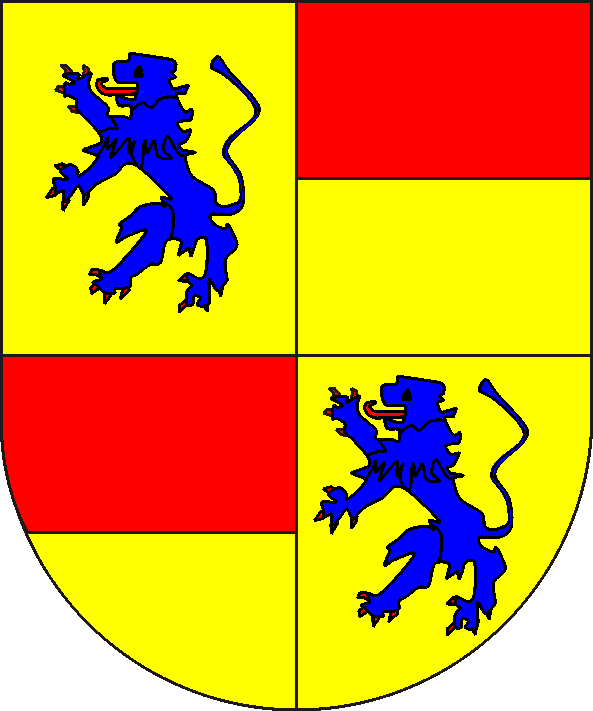
Solms-Münzenberg (1407)
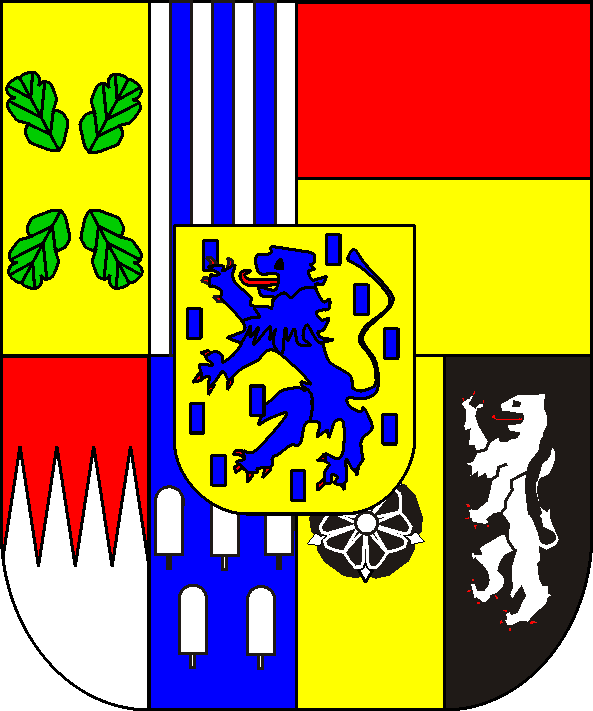
Solms-Braunfels
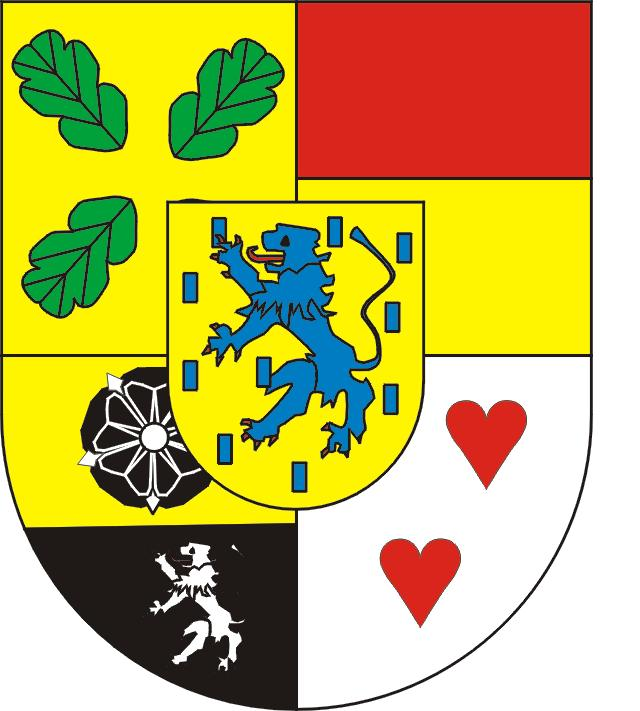
Solms-Lich
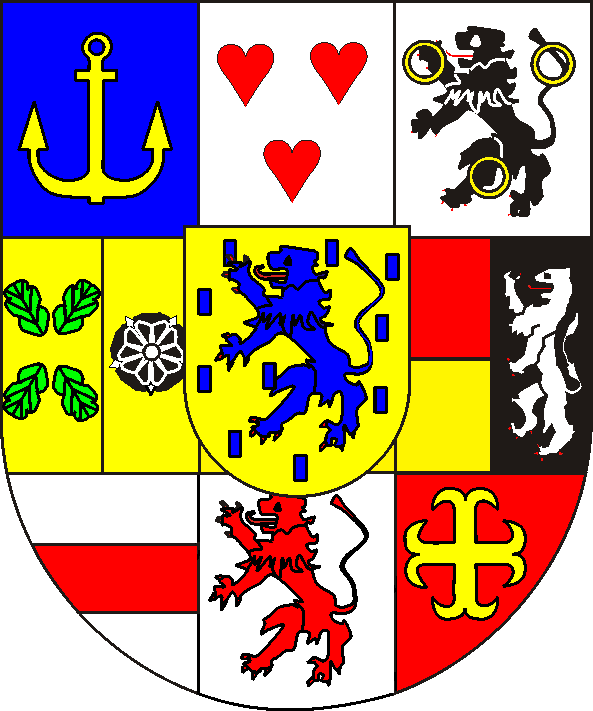
Solms-Hohensolms-Lich
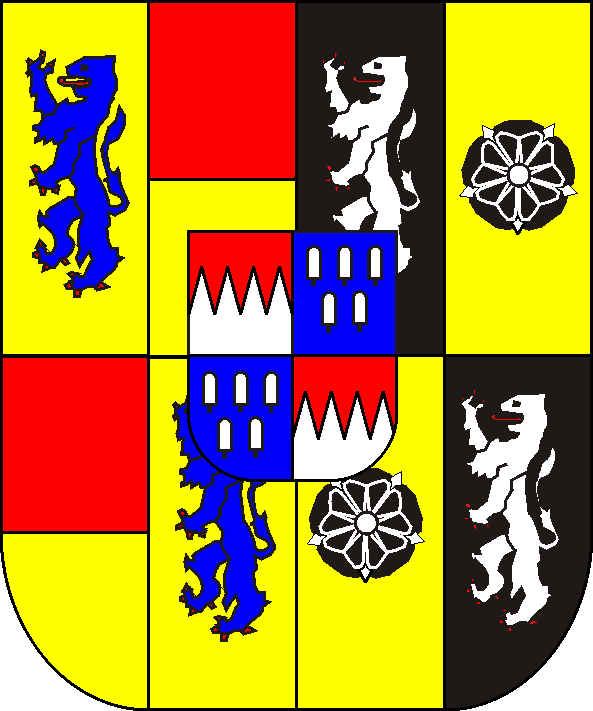
Solms-Rödelheim-Assenheim
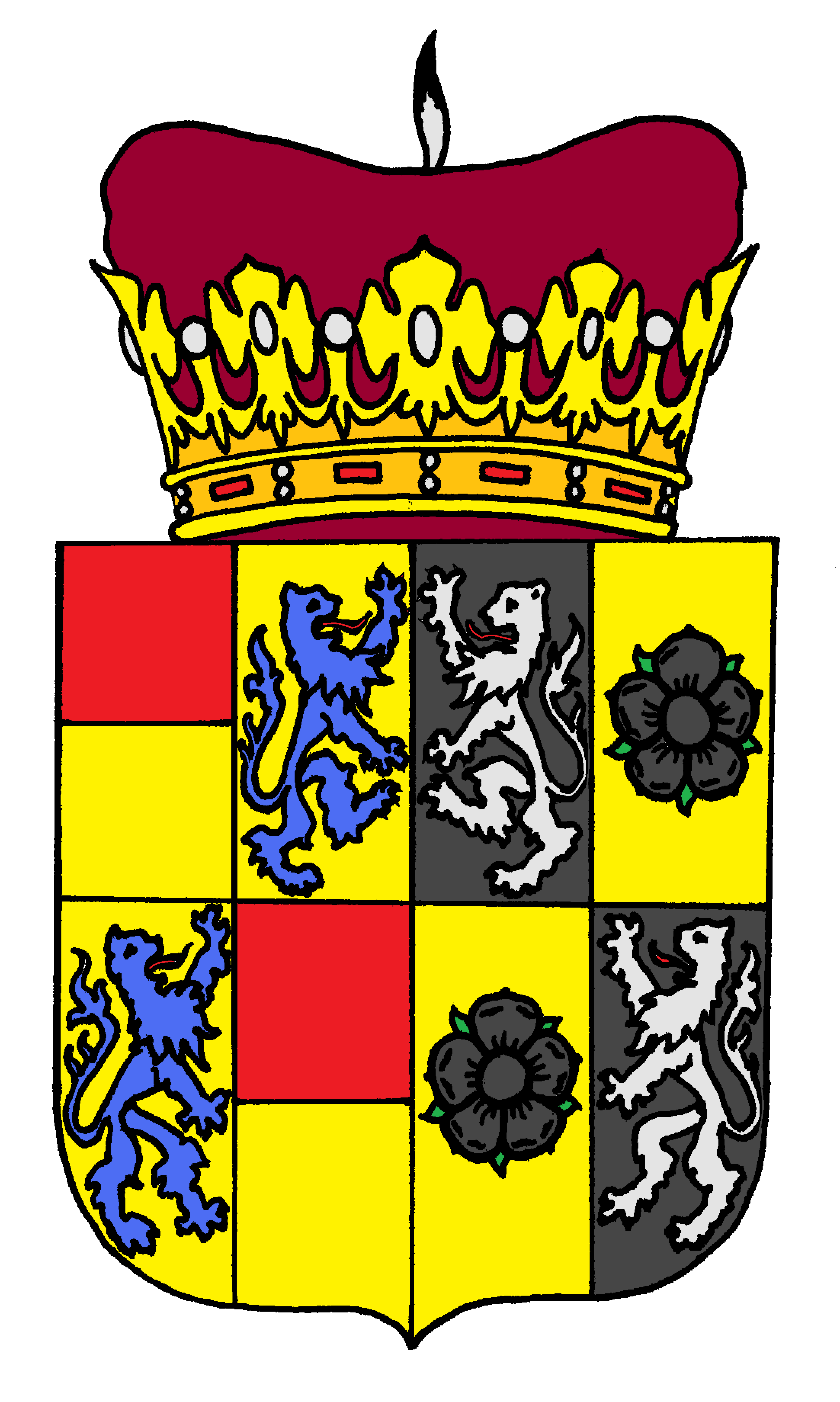
Solms-Wildenfels et Solms-Baruth

## Personnalités
- Arnold von Solms († 1296), évêque de Bamberg
- Amélie de Solms-Braunfels (1602-1675), princesse consort et régente des Pays-Bas, épouse du prince d'Orange Frédéric-Henri d'Orange-Nassau
- Henri-Guillaume de Solms-Wildenfels-Laubach (de) (1675-1741), général prussien
- Frédéric-Guillaume de Solms-Braunfels (1696-1761), prince
- Ferdinand de Solms-Braunfels (1721-1783), prince
- Guillaume de Solms-Braunfels (1759-1837), général prussien
- Frédéric de Solms-Laubach (1769-1822), homme politique
- Frédéric-Guillaume de Solms-Braunfels (1770-1814), général prussien
- Guillaume de Solms-Sonnenwalde (de) (1787-1859), homme politique
- Othon II de Solms-Laubach (1799-1872), homme politique allemand et père de Hermann Maximilian.
- Guillaume de Solms-Braunfels (1801-1868), général prussien
- Louis de Solms-Hohensolms-Lich (de) (1805-1880), homme politique
- Alexandre de Solms-Braunfels (1807-1867), général prussien
- Auguste de Solms-Wildenfels (de) (1823-1918), général prussien
- Eberhard zu Solms-Sonnenwalde (1825-1912), diplomate allemand
- Hermann zu Solms-Laubach (1842-1915), botaniste
- Éléonore de Solms-Hohensolms-Lich (1871-1937), épouse du grand-duc Ernest-Louis de Hesse, belle-sœur de Alix de Hesse-Darmstadt, dernière Tsarine de Russie.
- Hermann Otto de Solms-Hohensolms-Lich, dit Hermann Otto Solms (né en 1940), homme politique

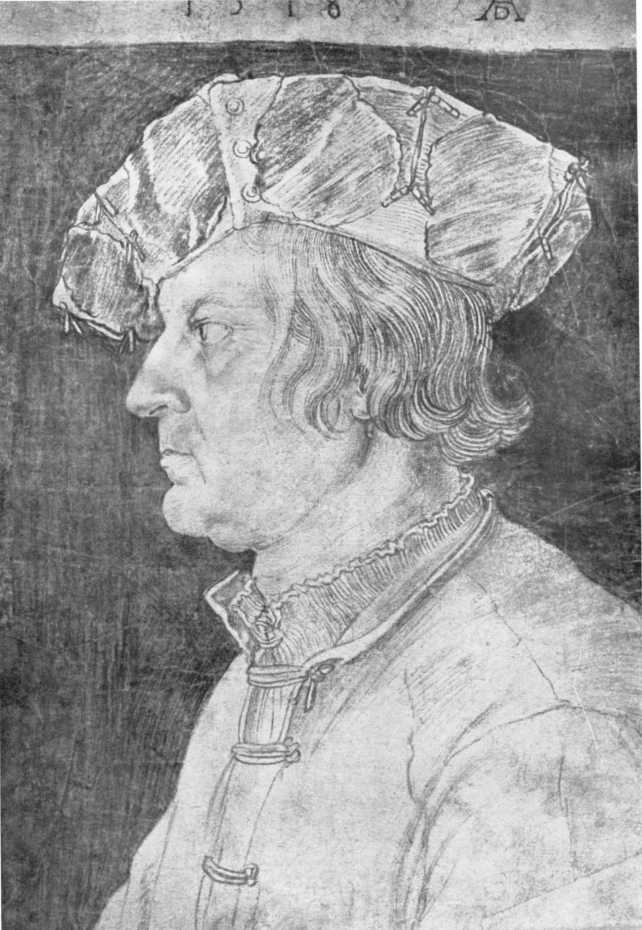
Philippe de Solms-Lich (1458-1544), par Albrecht Dürer
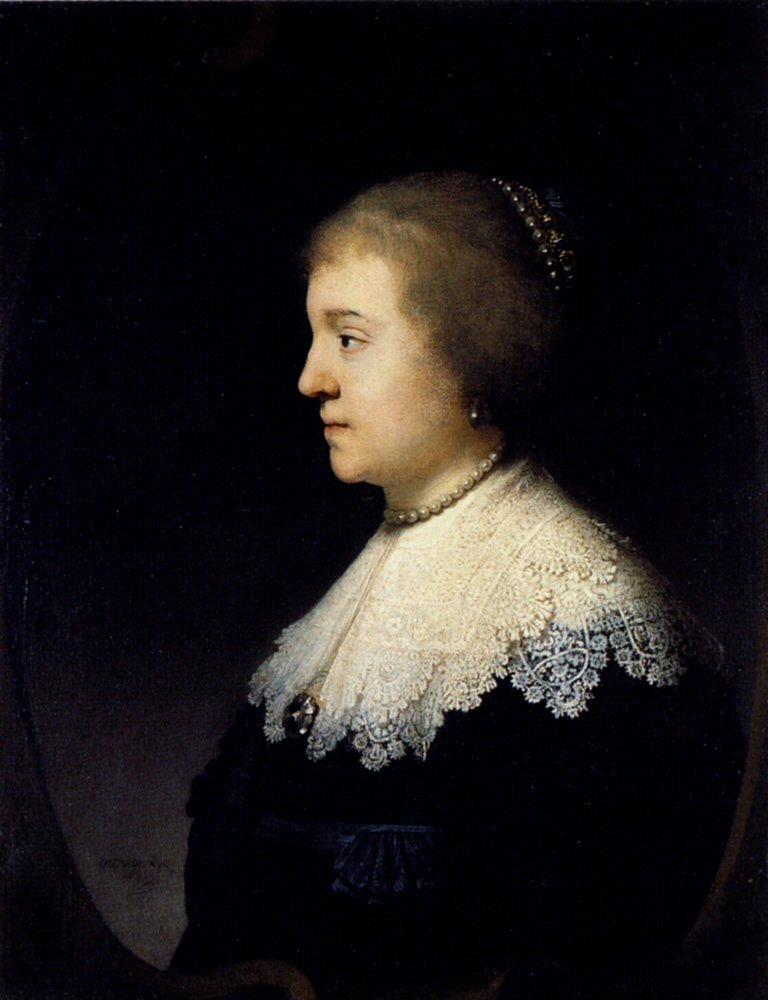
Amélie de Solms-Braunfels (1602-1675), princesse consort et régente des Pays-Bas, par Rembrandt van Rijn
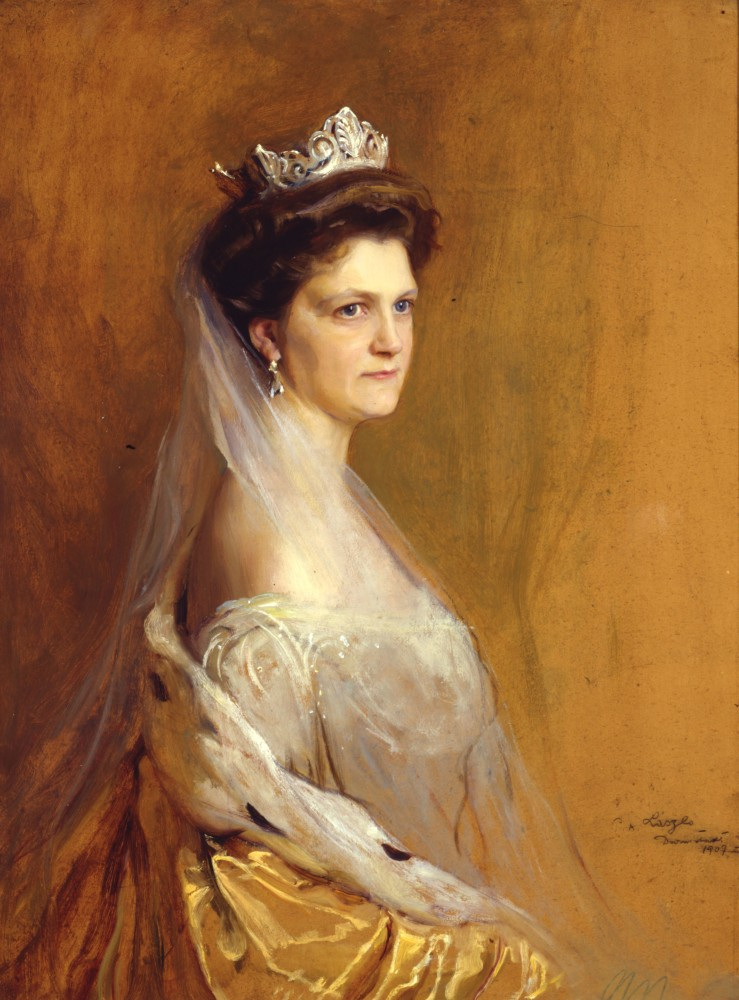
Éléonore de Solms-Hohensolms-Lich (1871-1937), Grande-duchesse de Hesse

## Situation contemporaine
Le prince Georg Friedrich de Solms-Braunfels (1890-1970) laissa son héritage à sa fille Marie Gabrielle (1918–2003) qui épousait le comte Hans Georg von Oppersdorf (1920–2003). Ses enfants portent alors le nom comtes d'Oppersdorf-Solms-Braunfels et possèdent encore le château de Braunfels. Une dernière branche cadette de Solms-Braunfels est éteinte en 1989.
Les autres branches de la famille existent toujours. Les possessions dans l'Allemagne de l'Est étaient expropriées en 1945, y compris surtout ceux de Sonnewalde, de Baruth et de Wildenfels. Dans sa région d'origine qui fait aujourd'hui partie de la Hesse, les autres branches on vendu quelques châteaux (en particulier Hohensolms, Münzenberg, Hungen et Rödelheim), mais possèdent encore quelques-uns: Les princes de Solms-Hohensolms-Lich résident à Lich, les comtes de Solms-Laubach à Laubach (avec aussi l'Abbaye d'Arnsburg), les comtes de Solms-Rödelheim-Assenheim à Assenheim et une branche des comtes de Solms-Sonnenwalde héritait en 1914 du château de Weldam à Hof van Twente dans les Pays-Bas qu'elle possède toujours. Le prince de Solms-Baruth racheta sa propriété du château de Baruth après la Réunification allemande, mais son fils ainé en disposa après sa mort.

## Châteaux

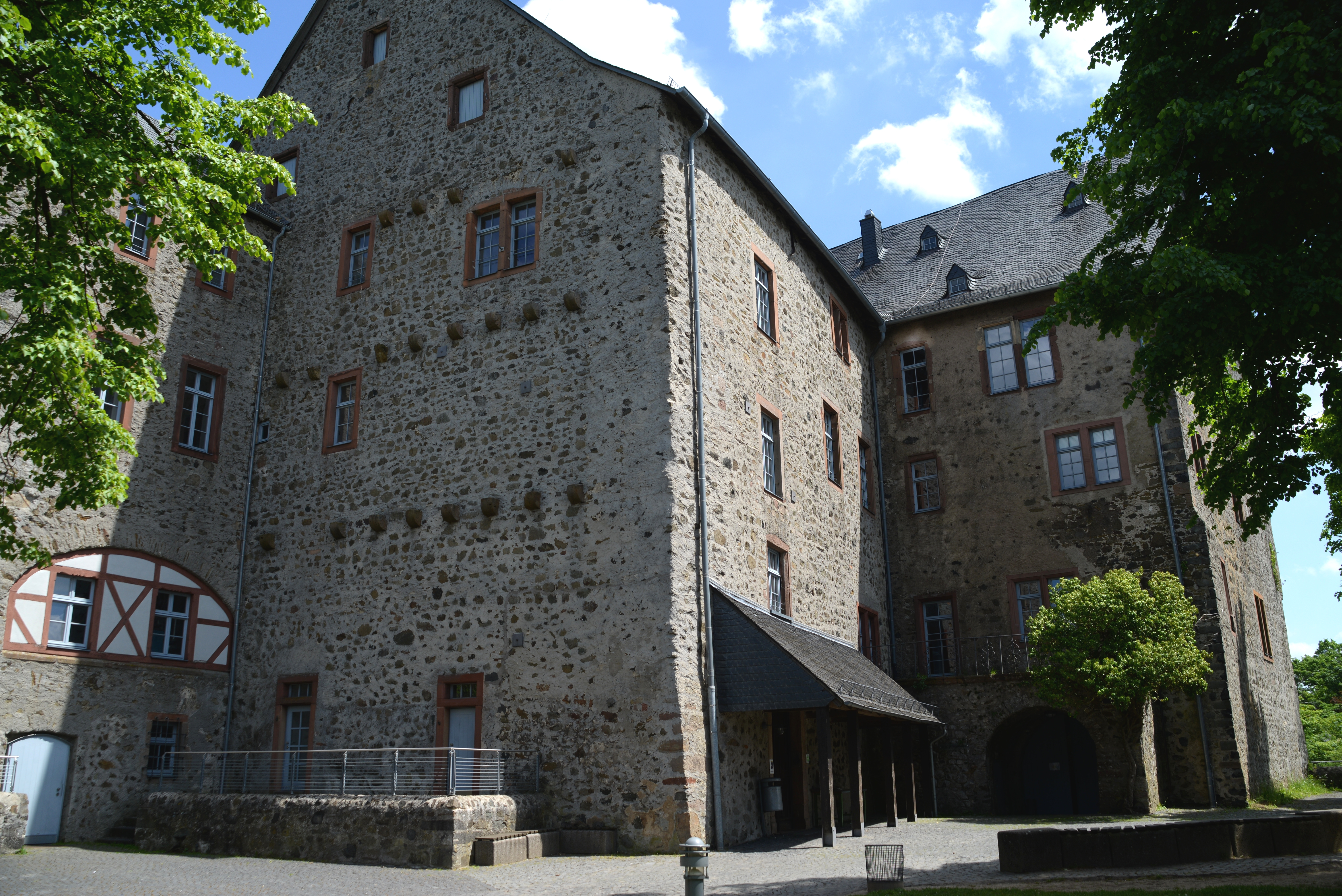
Neu-Hohensolms
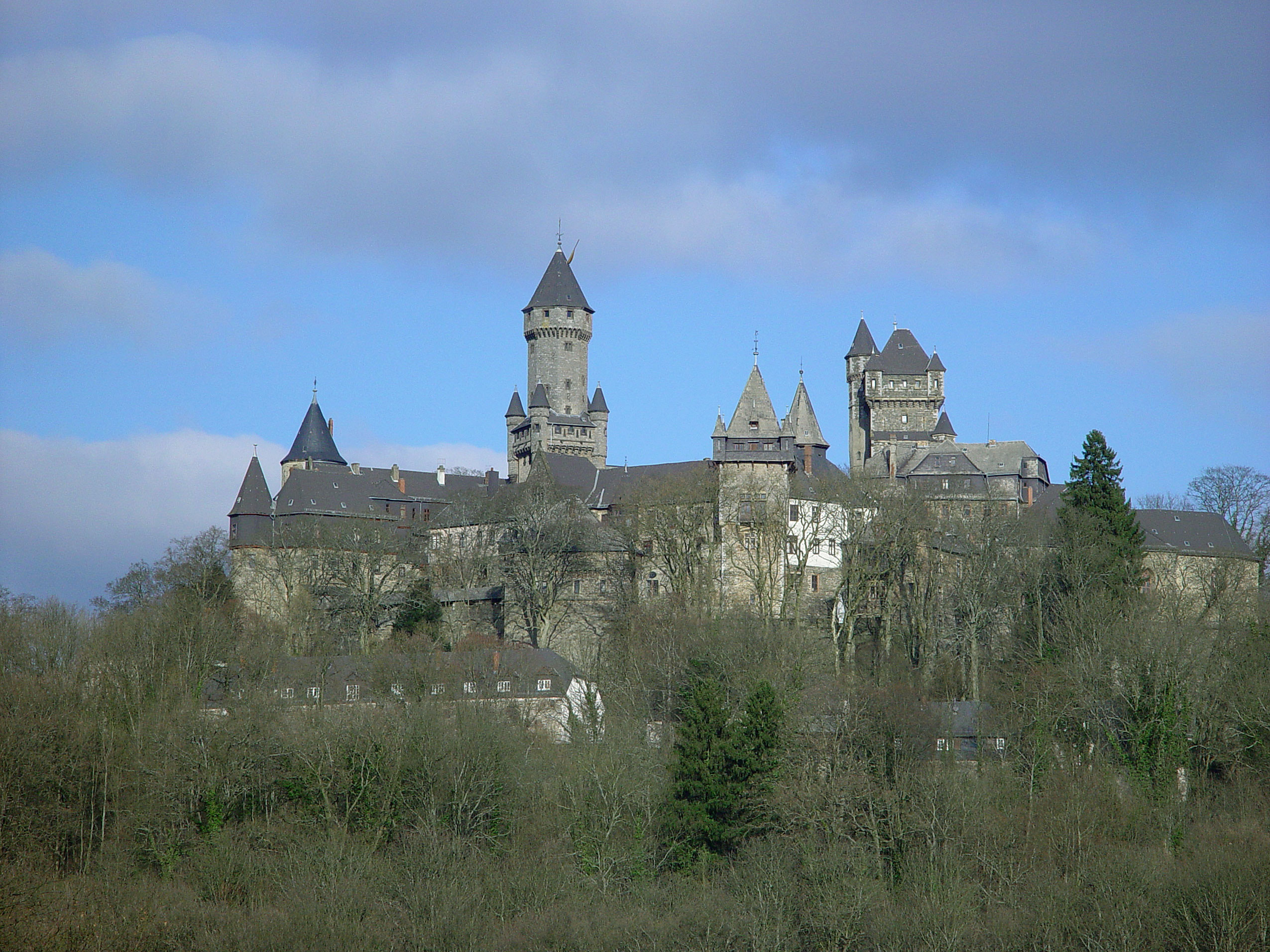
Braunfels
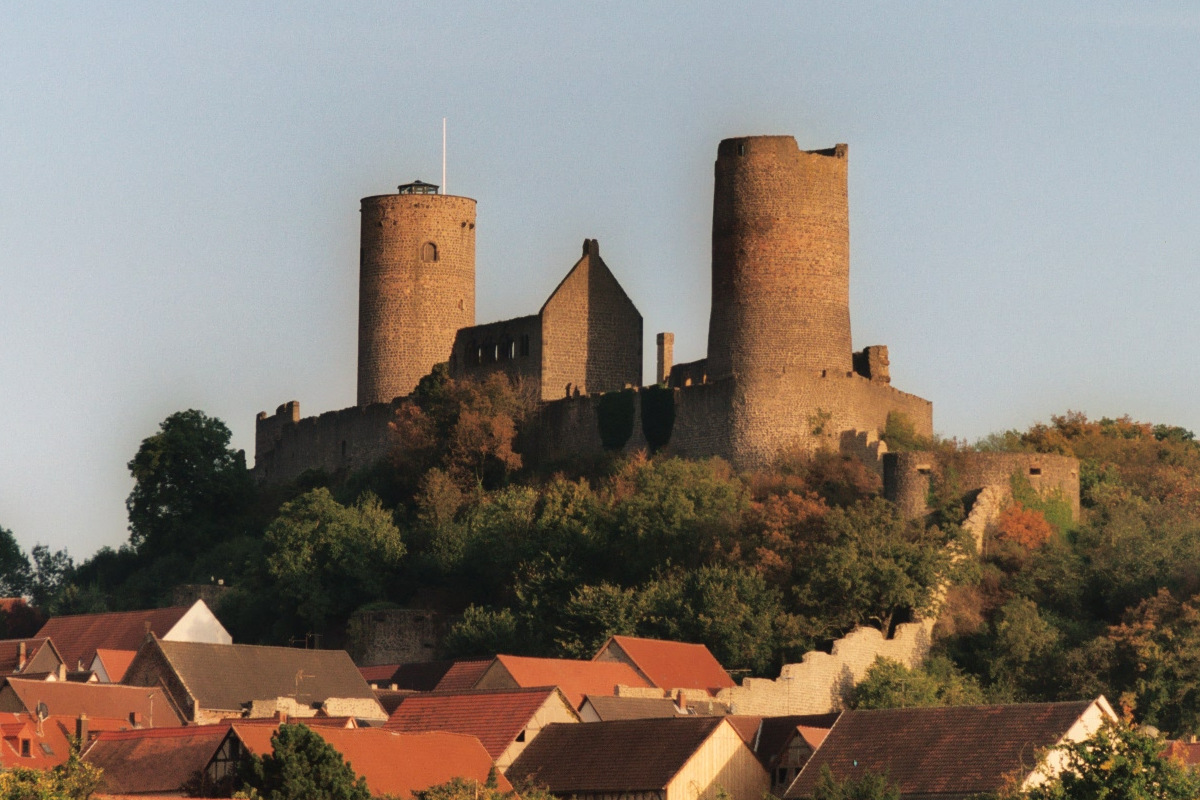
Münzenberg
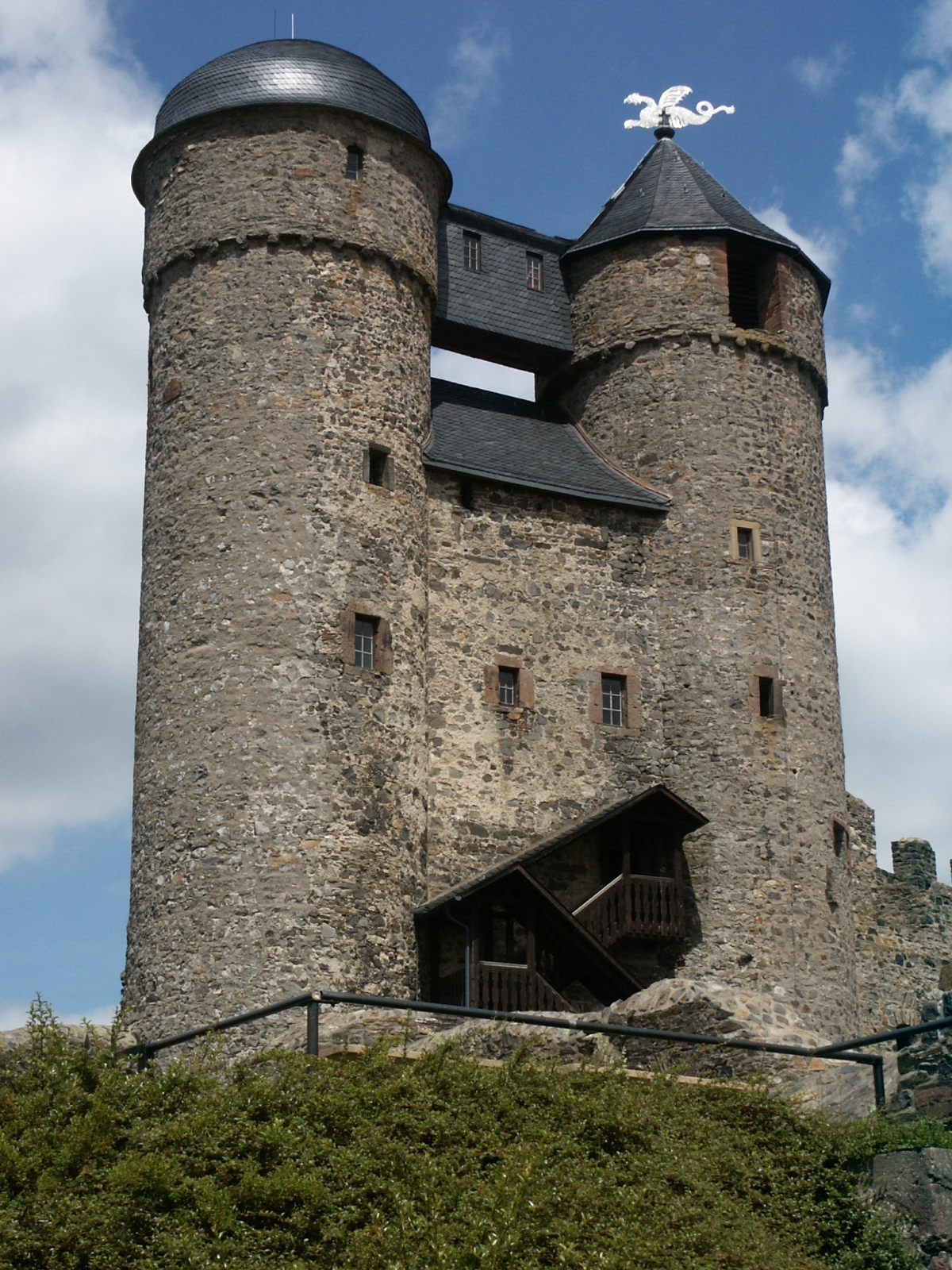
Greifenstein
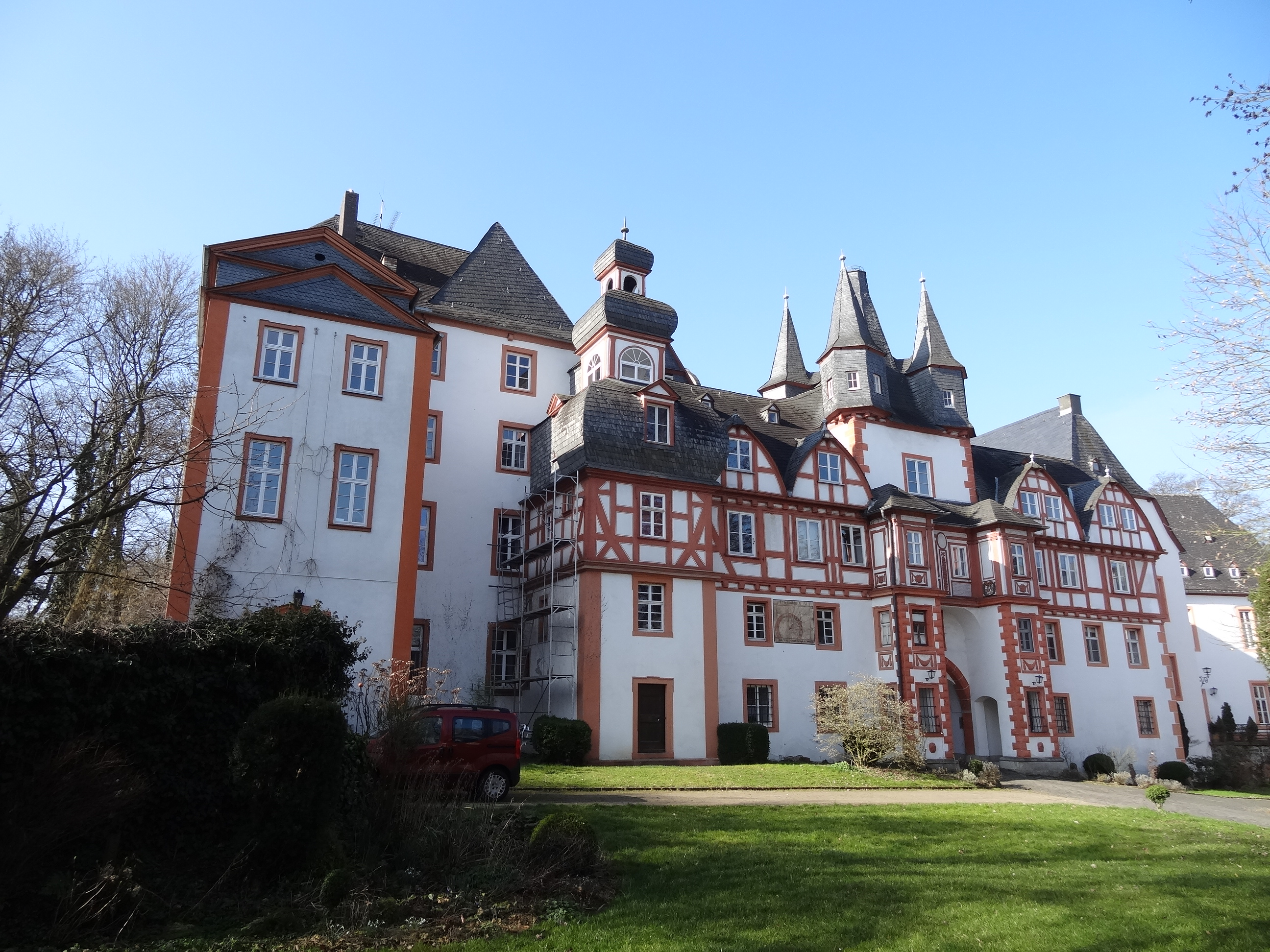
Hungen
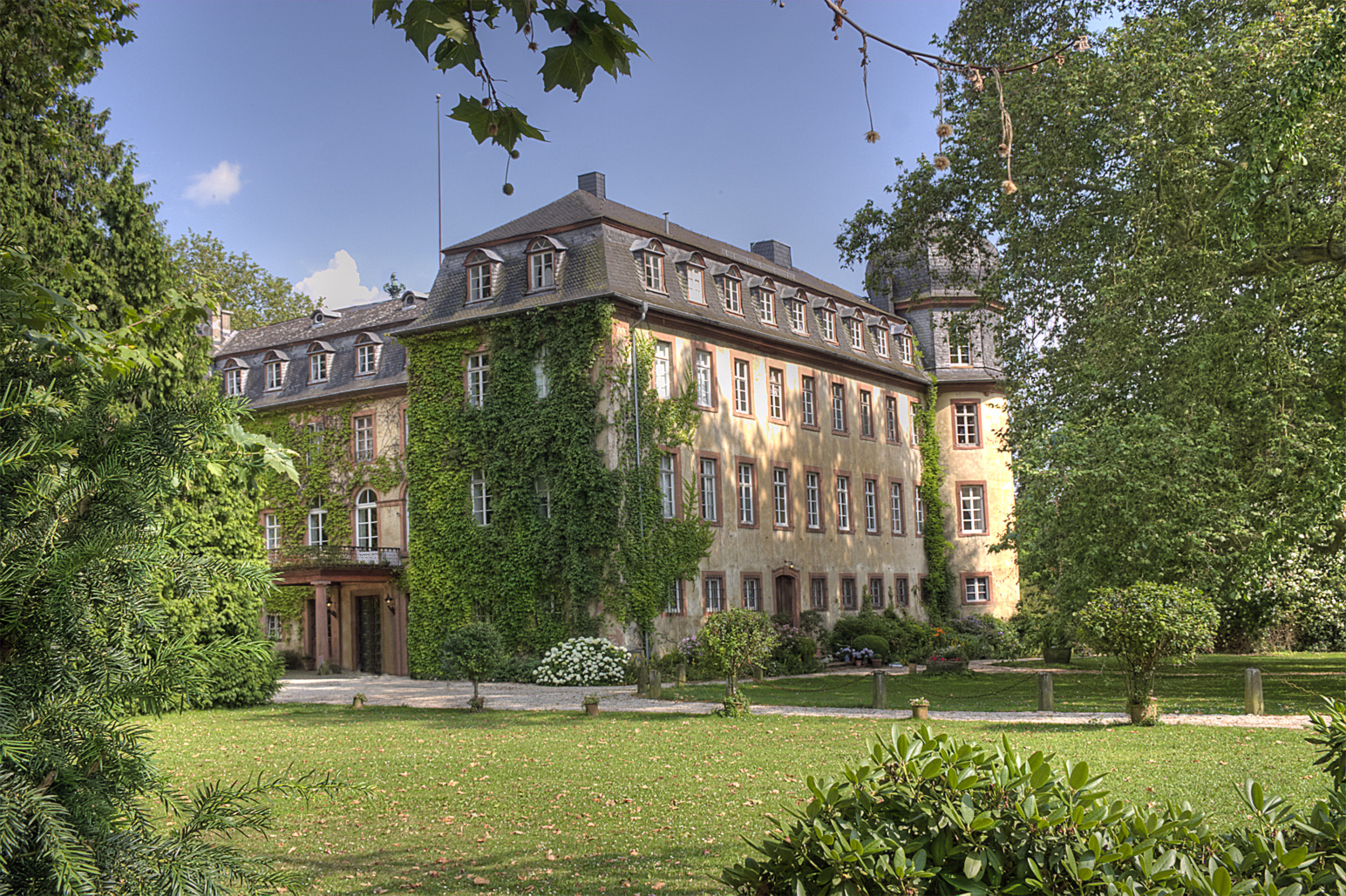
Lich
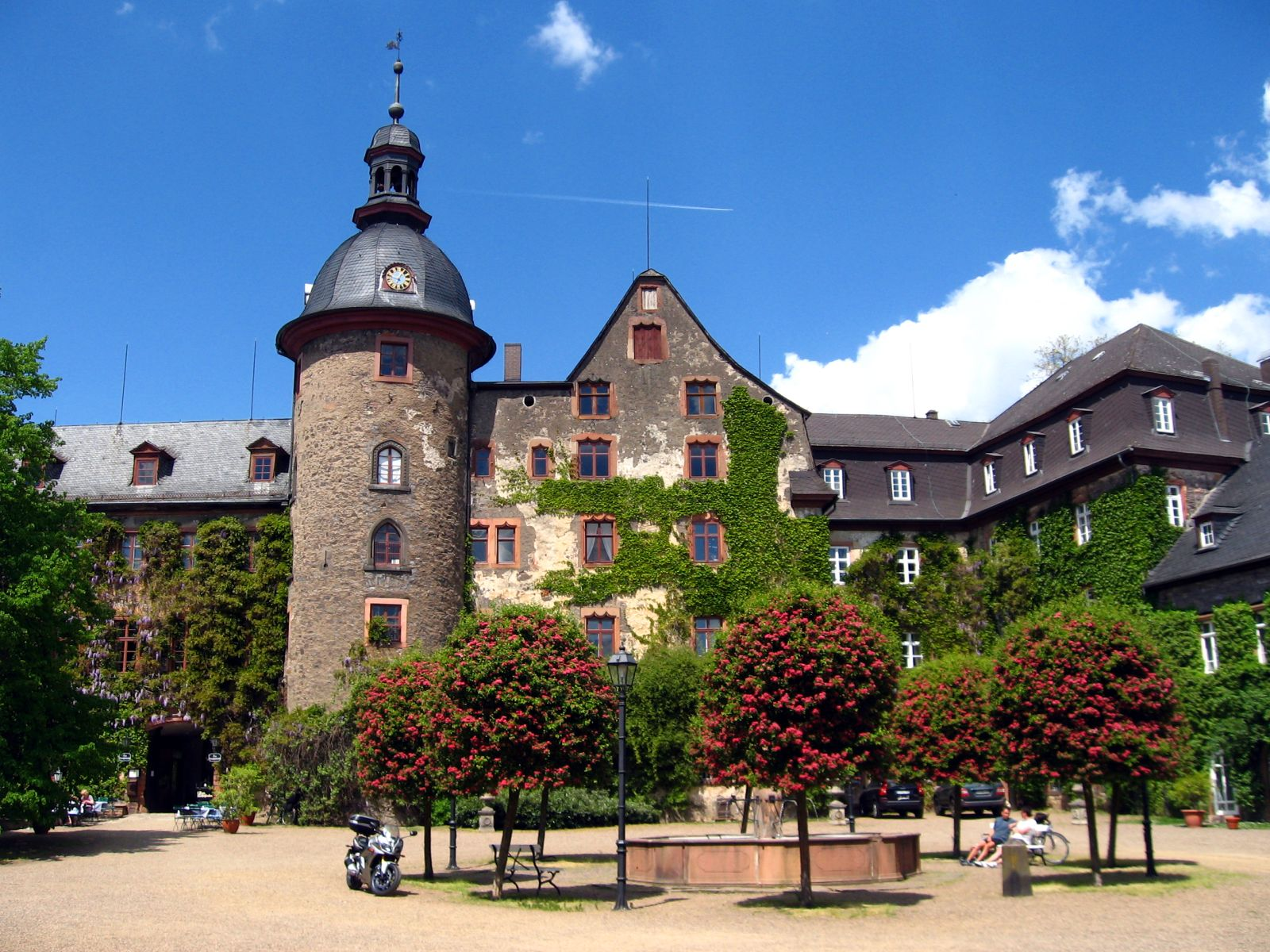
Laubach
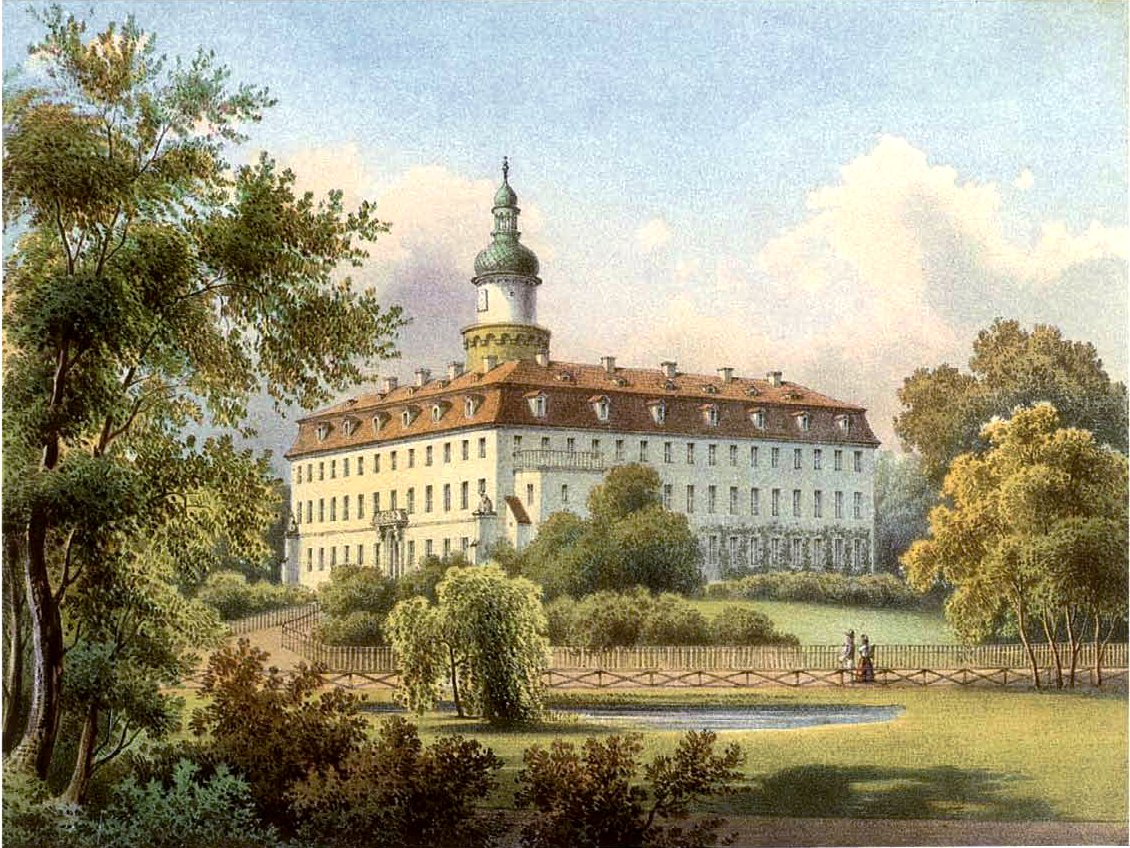
Sonnewalde
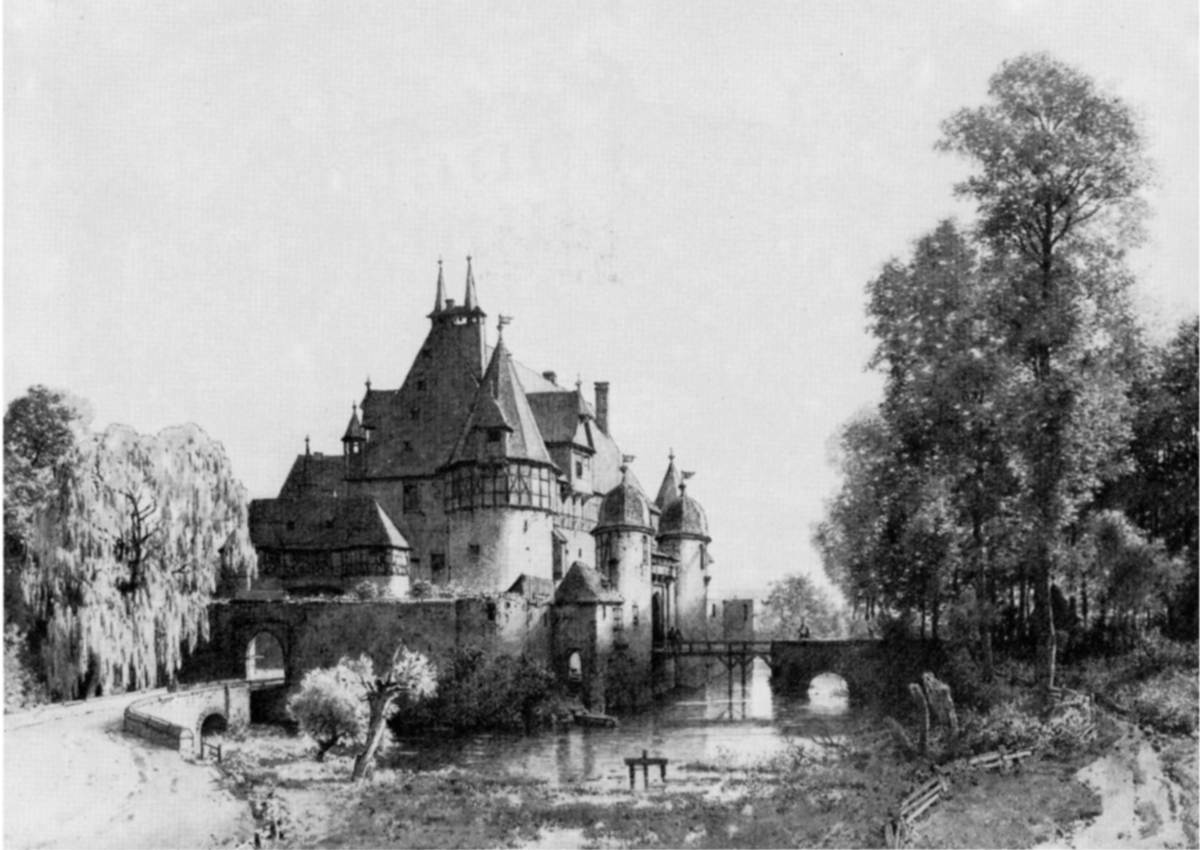
Rödelheim
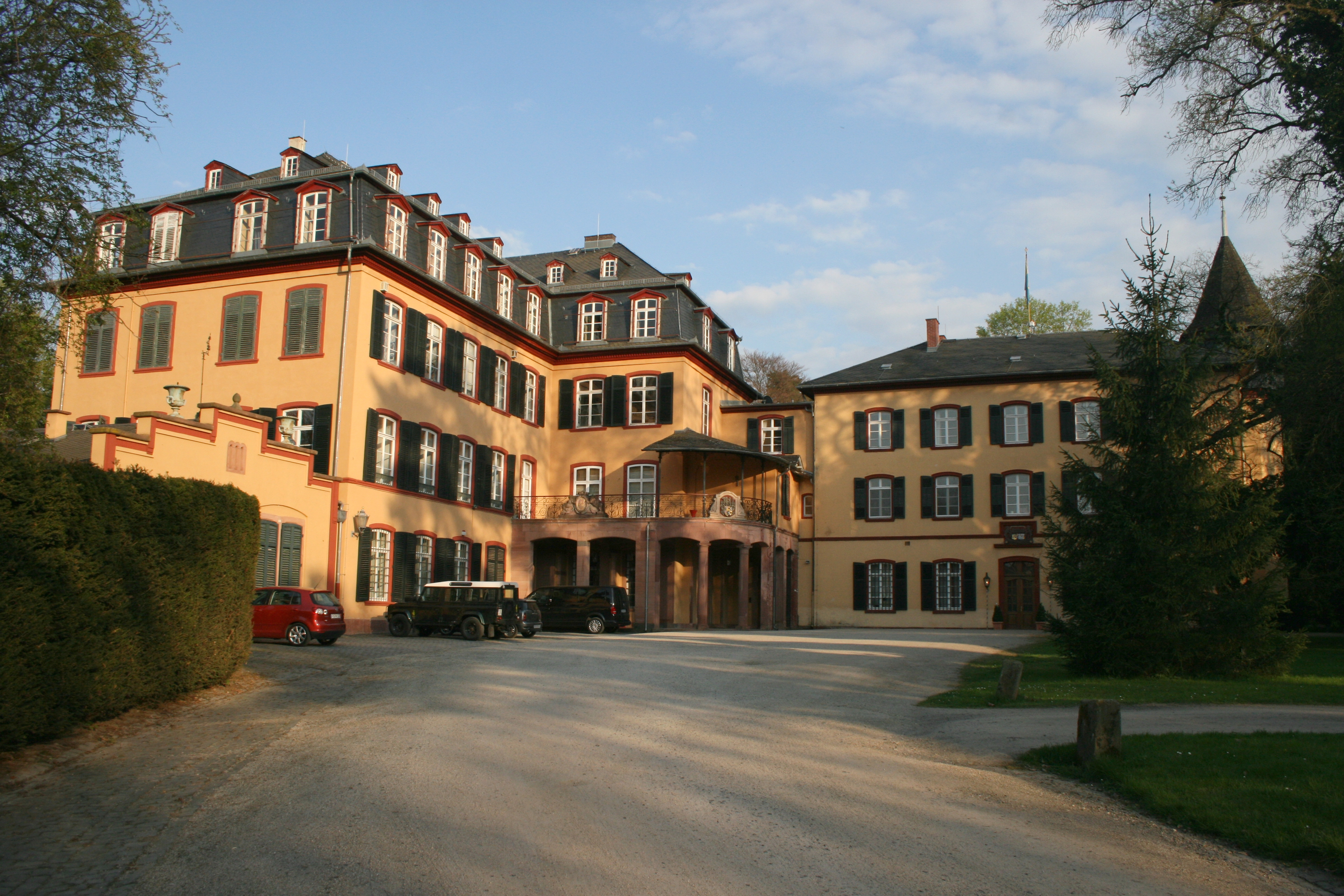
Assenheim
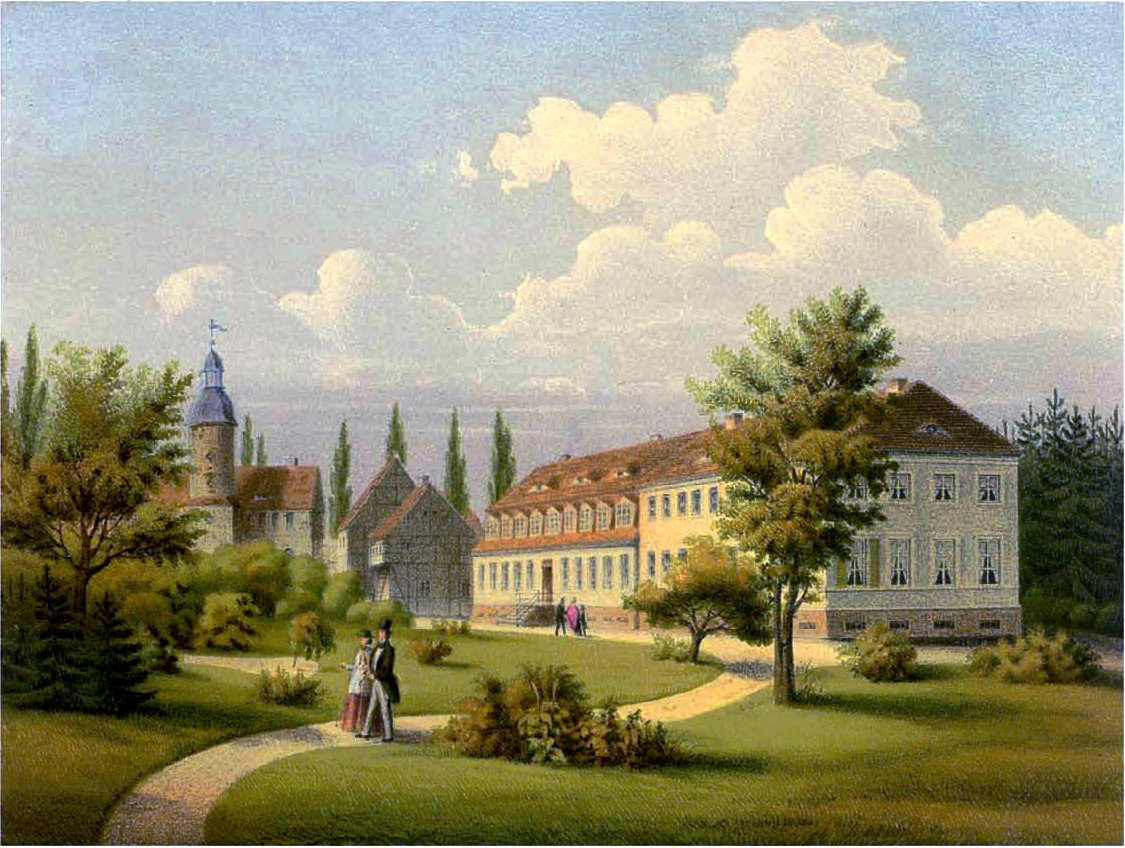
Baruth
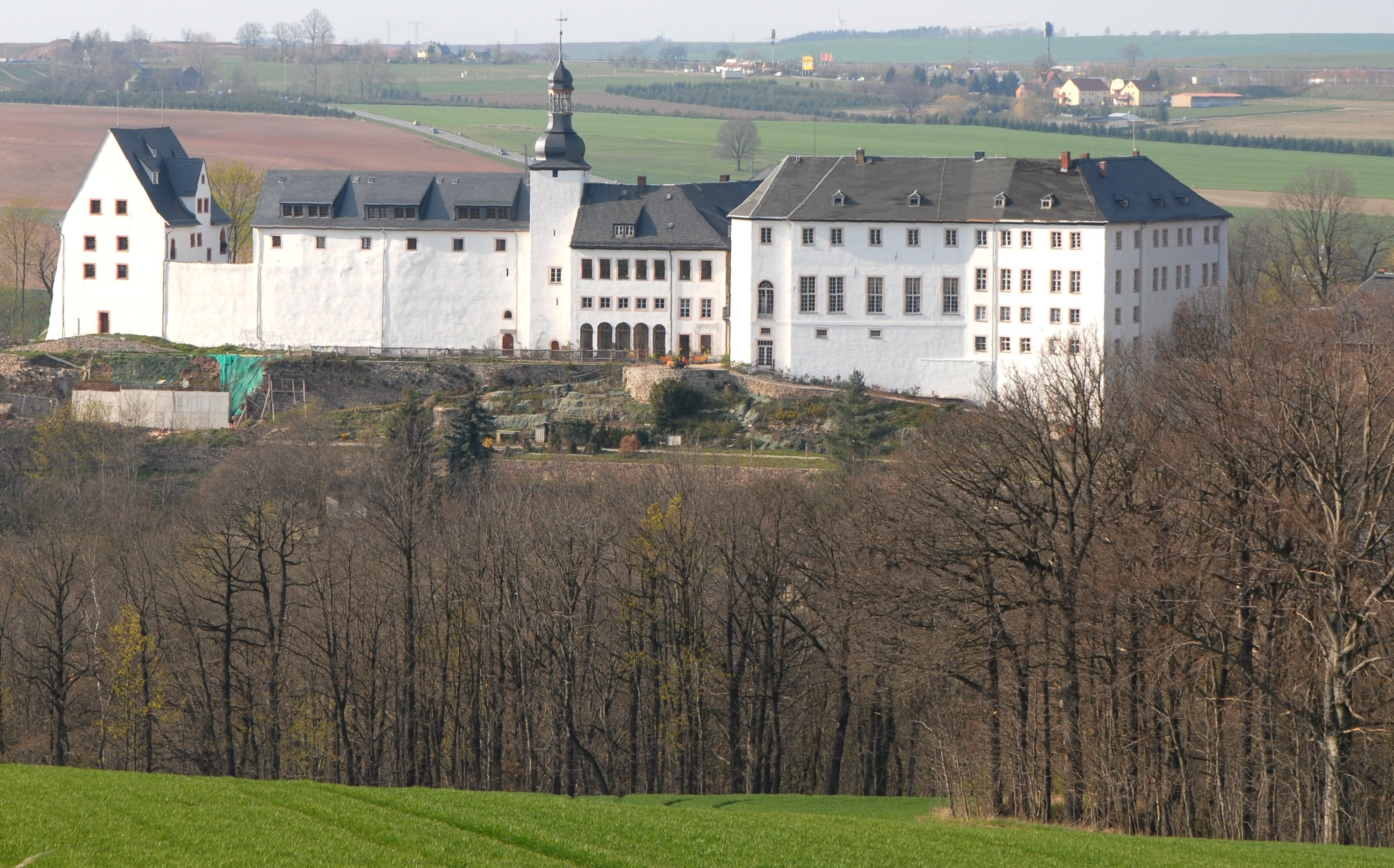
Wildenfels
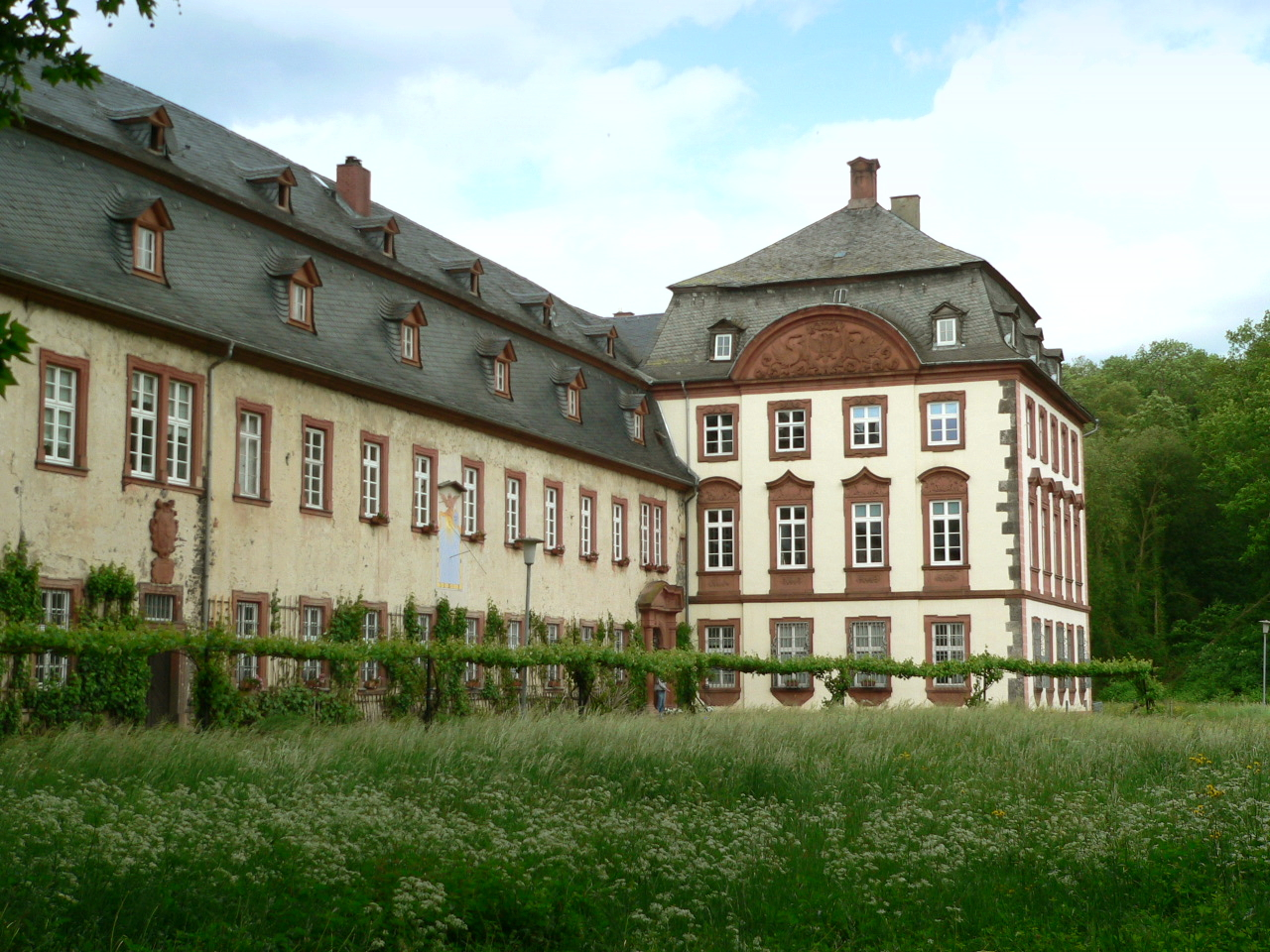
Abbaye d'Arnsburg
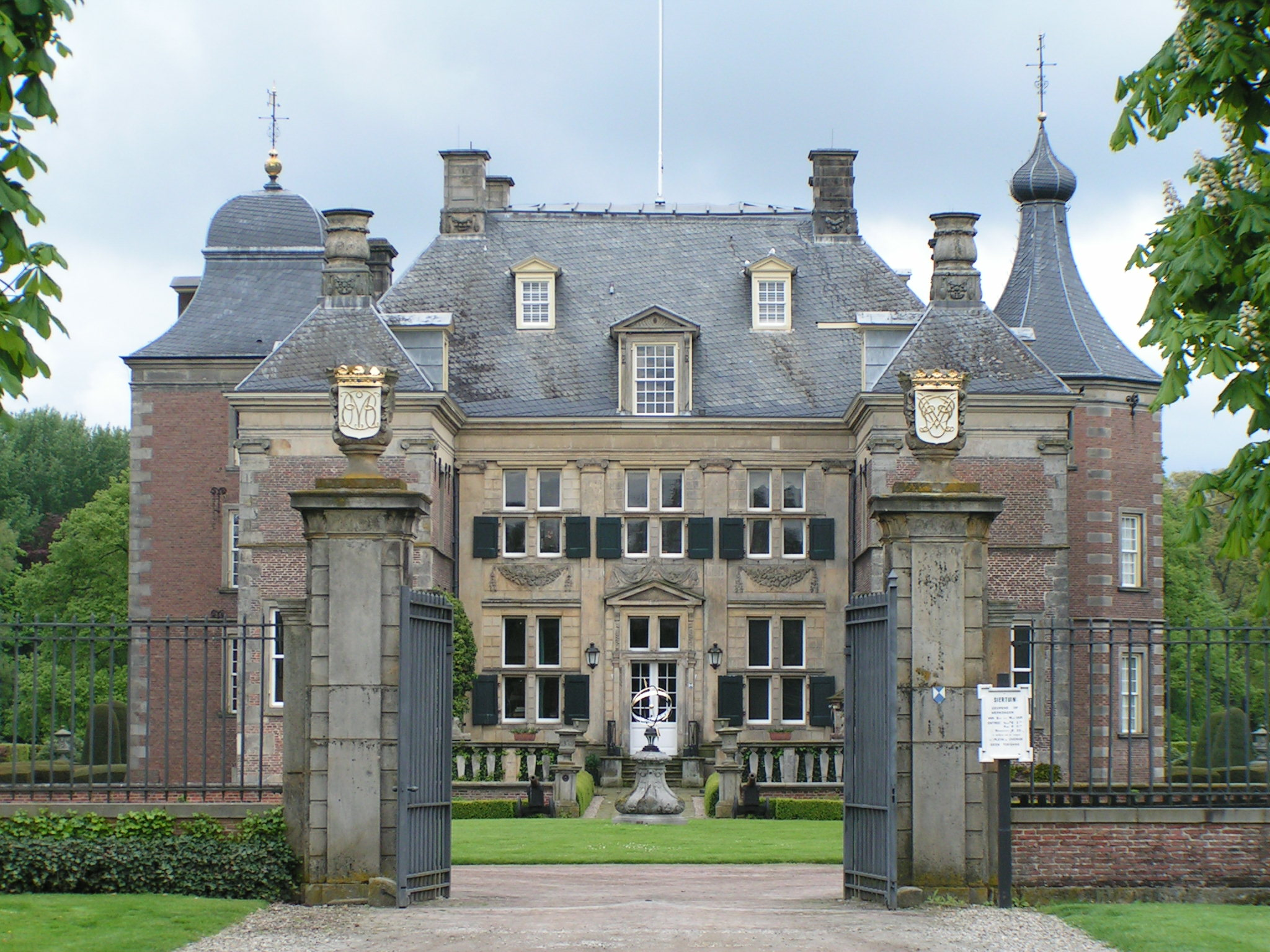
Weldam (Pays Bas)